# Julia Deakin
Julia Margaret Deakin (* 1952 in Gainsborough) ist eine englische Schauspielerin.

## Leben
Julia Deakin wurde 1952 in Gainsborough als Tochter von zwei Einzelhändlern geboren und besuchte die Gainsborough Girls High School. Mit 9 Jahren trat sie erstmals in einem Musical auf, einer Inszenierung von Annie Get Your Gun. Sie machte in der Nähe von Manchester eine Ausbildung zur Lehrerin, arbeitete jedoch anschließend als Übersetzerin in London. Nach Besuch der Mountview Theatre School wurde sie 1978 professionelle Schauspielerin.
2016 wurde Deakin Vize-Präsidentin der Gainsborough & District Heritage Association, die Erhalt und Vermittlung der Geschichte von Gainsborough und der umliegenden Dörfern zum Zweck hat.
Deakin ist mit dem Schauspieler Michael Simkins verheiratet.

## Karriere
Deakin begann ihre schauspielerische Arbeit am BBC TV Centre und musste nach eigener Aussage anfangs lernen, ohne Dialekt zu sprechen. Fortan war sie regelmäßig in britischen Fernsehserien und Fernsehfilmen zu sehen, so zum Beispiel in den Britcoms Side by Side (1992–1993) und Oh Doctor Beeching! (1996–1997). In letzterer ersetzte sie Sherrie Hewson, die im Pilotfilm noch die Rolle der May übernommen hatte, aber wegen ihres Castings als Maureen Naylor in Coronation Street nicht mehr zur Verfügung stand.
Größere Bekanntheit erlangte Deakin durch ihre Rolle als Vermieterin Marsha Klein in der Serie Spaced (1999–2001) von Edgar Wright, Simon Pegg und Jessica Hynes. Sie war in den folgenden Jahren auch in kleinen Nebenrollen und Cameos in Wrights und Peggs Blood-and-Ice-Cream-Trilogie zu sehen.
Es folgten weitere Rollen, vornehmlich in britischen Fernsehserien. So spielte Deakin von 2003 bis 2004 in Coronation Street Brenda Fearns. In House of Anubis übernahm sie 2011–2012 die Rolle der Daphne Andrews. Nachdem Deakin in der Krankenhausserie Holby City ab 2001 bereits mehrere Gastauftritte übernommen hatte, spielte sie von 2015 bis 2021 die wiederkehrende Nebenrolle der demenzkranken Carole Copeland.

## Synchronisation
In den deutschen Synchronfassungen von Liam und Hot Fuzz wurde Deakin von Cornelia Meinhardt gesprochen.

## Filmografie (Auswahl)
- 1992–1993: Side by Side (Fernsehserie)
- 1996–1997: Oh Doctor Beeching! (Fernsehserie)
- 1999–2001: Spaced (Fernsehserie)
- 2000: Liam
- 2003–2004: Coronation Street (Fernsehserie)
- 2004: Shaun of the Dead
- 2006: Scoop – Der Knüller
- 2007: Hot Fuzz
- 2011–2012: House of Anubis (Fernsehserie)
- 2013: Big Bad World (Fernsehserie)
- 2013: The World’s End
- 2015: High-Rise
- 2015–2021: Holby City (Fernsehserie)
- 2020: Rebecca
- 2023: Hijack (Fernsehserie)